# Palombière

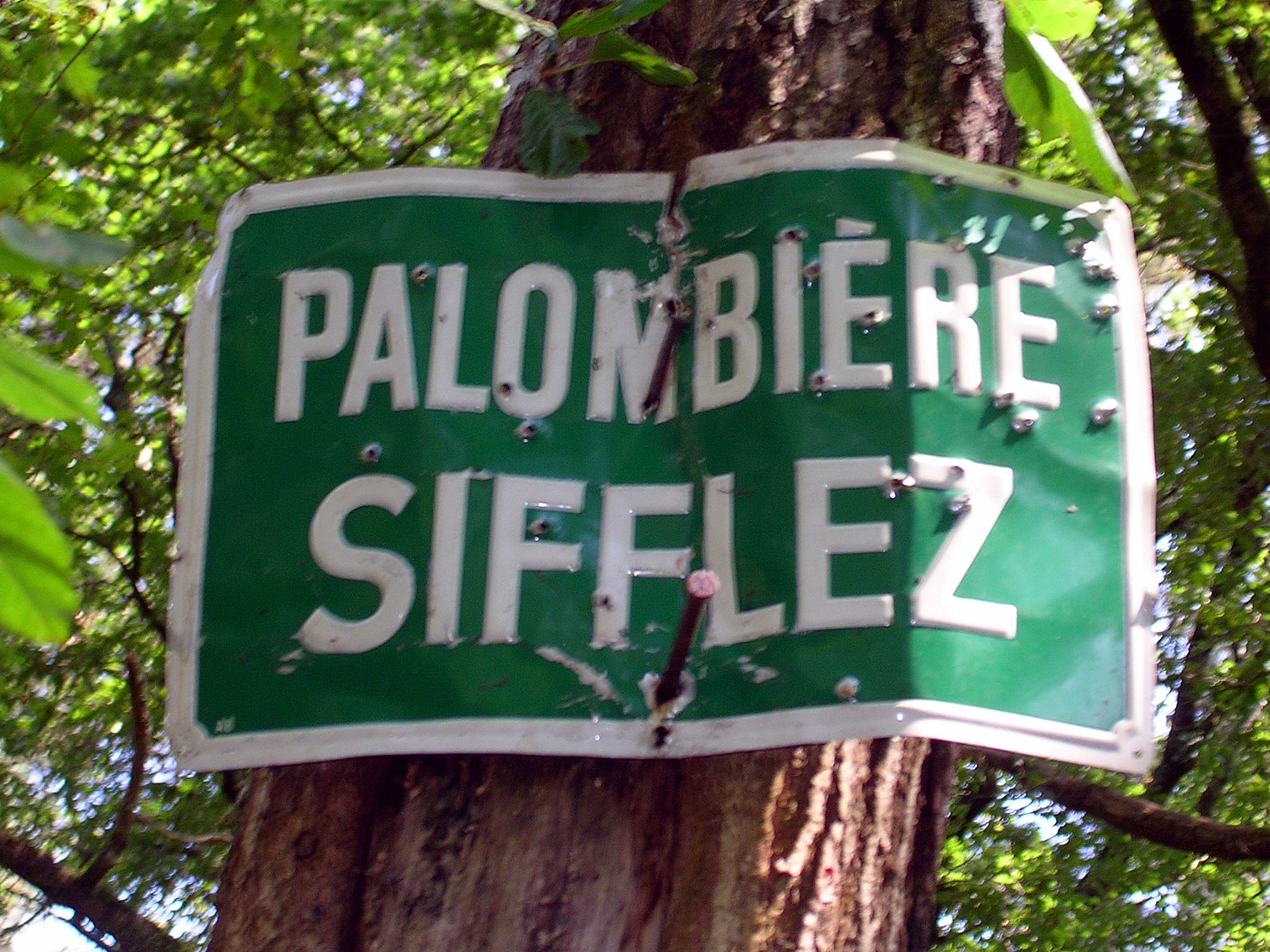
Hinweisschild auf eine Palombière, der traditionellen Jagdhütte für die Ringeltaubenjagd

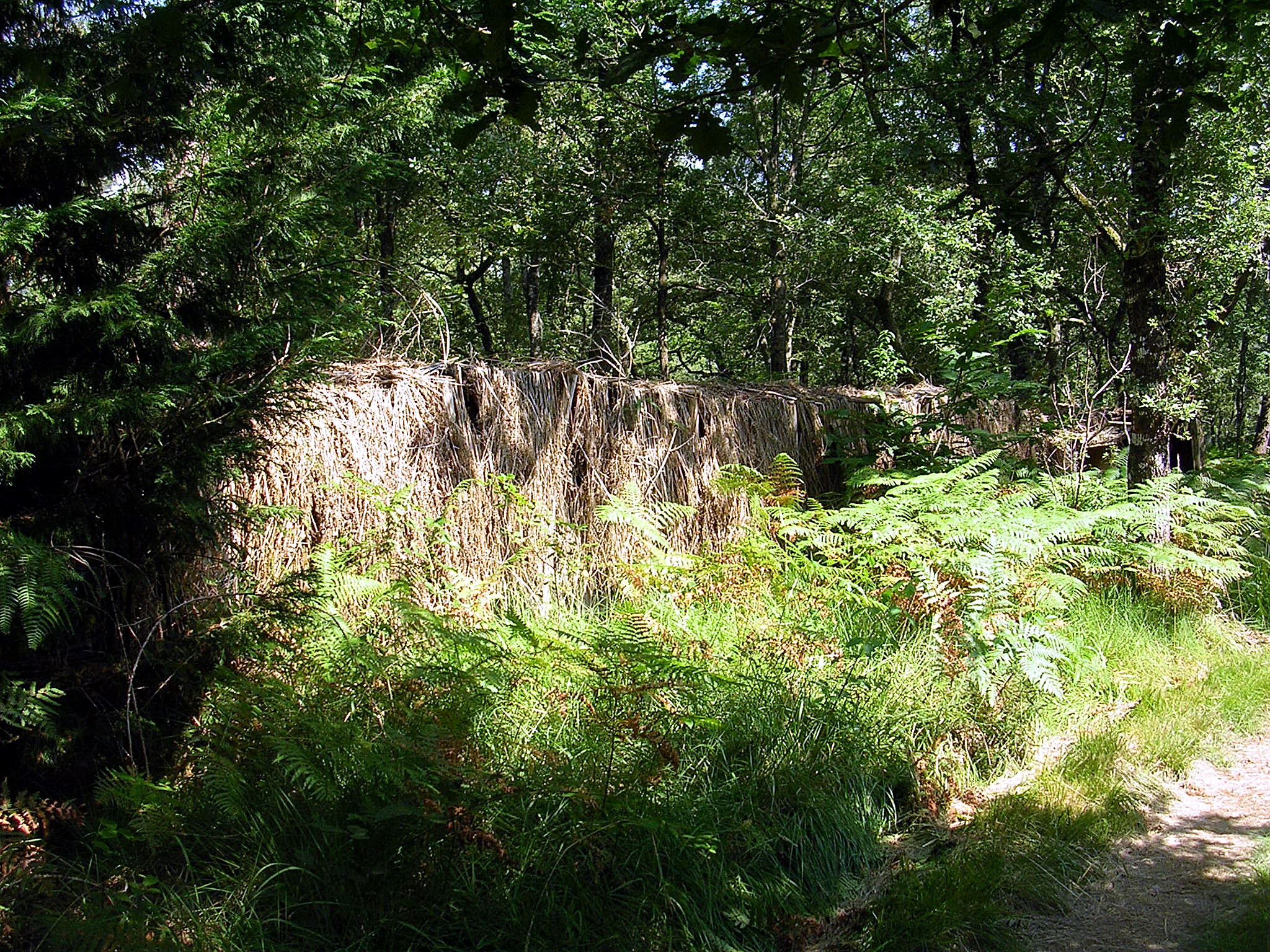
Unterstand der Jäger

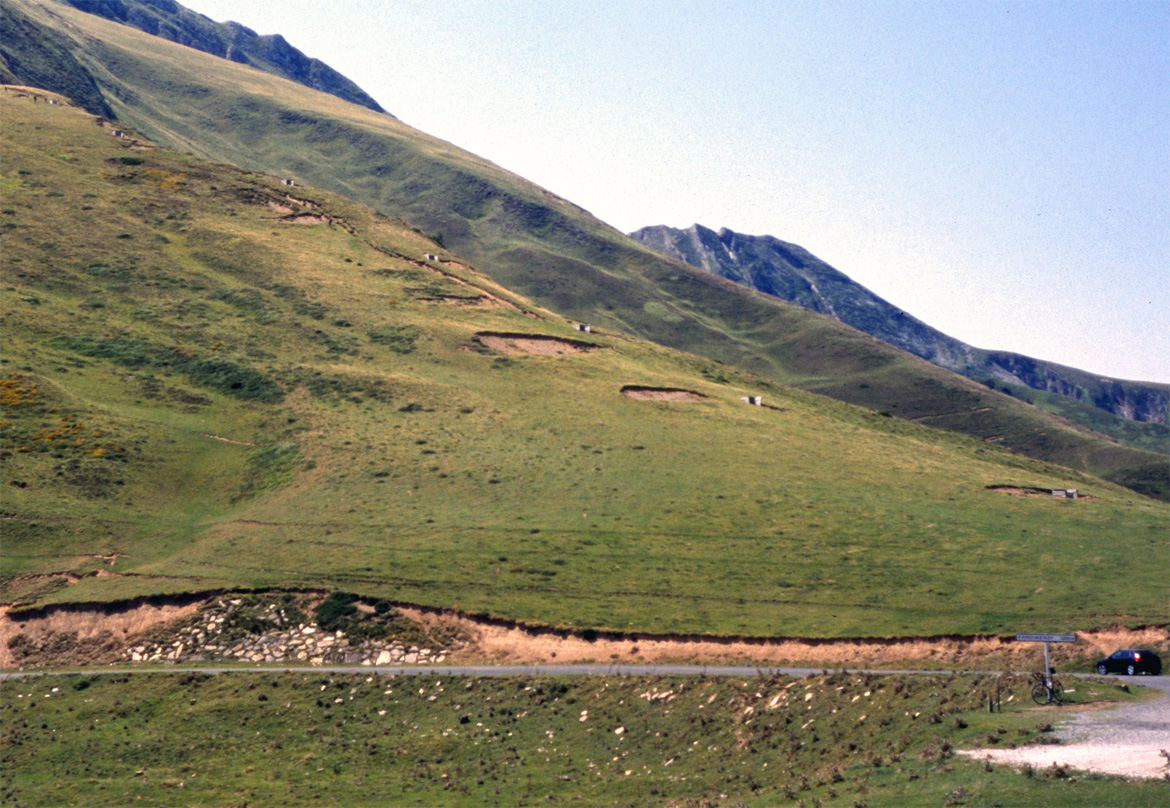
Palombières auf dem Kamm des Col d’Erroymendi in den Pyrenäen

Als Palombière bezeichnet man eine Jagdhütte, die speziell für die Jagd auf Ringeltauben hergerichtet ist. Diese Jagdart ist vor allem im Südwesten Frankreichs beliebt. Dort fliegen im Herbst und im Frühjahr Ringeltauben auf ihrem Zug in die Überwinterungsgebiete beziehungsweise im Frühjahr wieder zurück in ihre Brutgebiete entlang der Küstenregion. Von diesen Palombières aus wird in Frankreich die größte Anzahl von Tauben geschossen. Die jährliche Jagdstrecke beträgt etwa 800.000 Tiere.
Es handelt sich um eine traditionelle Jagdform. Ausgeübt wird sie überwiegend von Männern, die in den Unterständen auch gemeinsam essen und trinken. Sie hat deswegen auch eine große soziale Bedeutung in den Landregionen, in denen diese Jagdform ausgeübt wird. Die Tauben werden von dort aus geschossen, aber auch häufig über einen Lockvogel (d. h. eine gefangen gehaltene Ringeltaube) angelockt und mit Netzen gefangen. Die gefangenen Tauben werden zu traditionellen Gerichten der französischen Küche verarbeitet wie etwa Salmis de palombes.